# Sentience

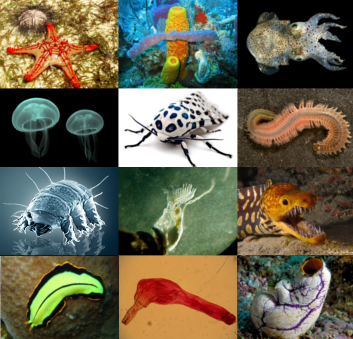
Déterminer quels animaux peuvent éprouver des sensations est difficile, mais les scientifiques s'accordent généralement à dire que les vertébrés, ainsi que certaines espèces d'invertébrés, sont probablement sentients,.

La sentience (du latin sentiens, de sentire « percevoir par les sens ») désigne la capacité à éprouver des choses subjectivement, à avoir des expériences vécues.
Les philosophes du XVIIIe siècle utilisaient ce concept pour distinguer la capacité à penser (la raison) de la capacité à ressentir (sentience). En philosophie occidentale contemporaine, la sentience désigne la conscience phénoménale : la capacité de vivre des expériences subjectives, des sensations, appelées aussi qualia en philosophie de l'esprit. Dans les philosophies orientales (comme la philosophie bouddhiste), la sentience est une qualité métaphysique qui implique respect et sollicitude.
Le concept de sentience est central en éthique animale car un être sentient peut ressentir de la douleur, du plaisir et diverses émotions : ce qui lui arrive lui importe. Cela lui confère des intérêts (notamment à éviter la souffrance), voire des droits (à la vie, au respect). Ces intérêts et ces droits impliquent l'existence de devoirs moraux de la part des humains envers les autres êtres sentients.

## Critères pour déterminer la sentience d'un individu
La sentience fournit un avantage évolutif permettant de faire des choix conscients, et donc de s'adapter à de plus nombreuses situations, ainsi que d'anticiper leurs conséquences. Cette capacité est cependant très couteuse en énergie, et reste (dans l'état actuel des connaissances) limitée à certains animaux. L'origine de la sentience remonte ainsi au Cambrien, entre -560 et -520 millions d'années. Il existe des indices évolutifs, neurologiques et comportementaux permettant de constater ou non la sentience des individus.

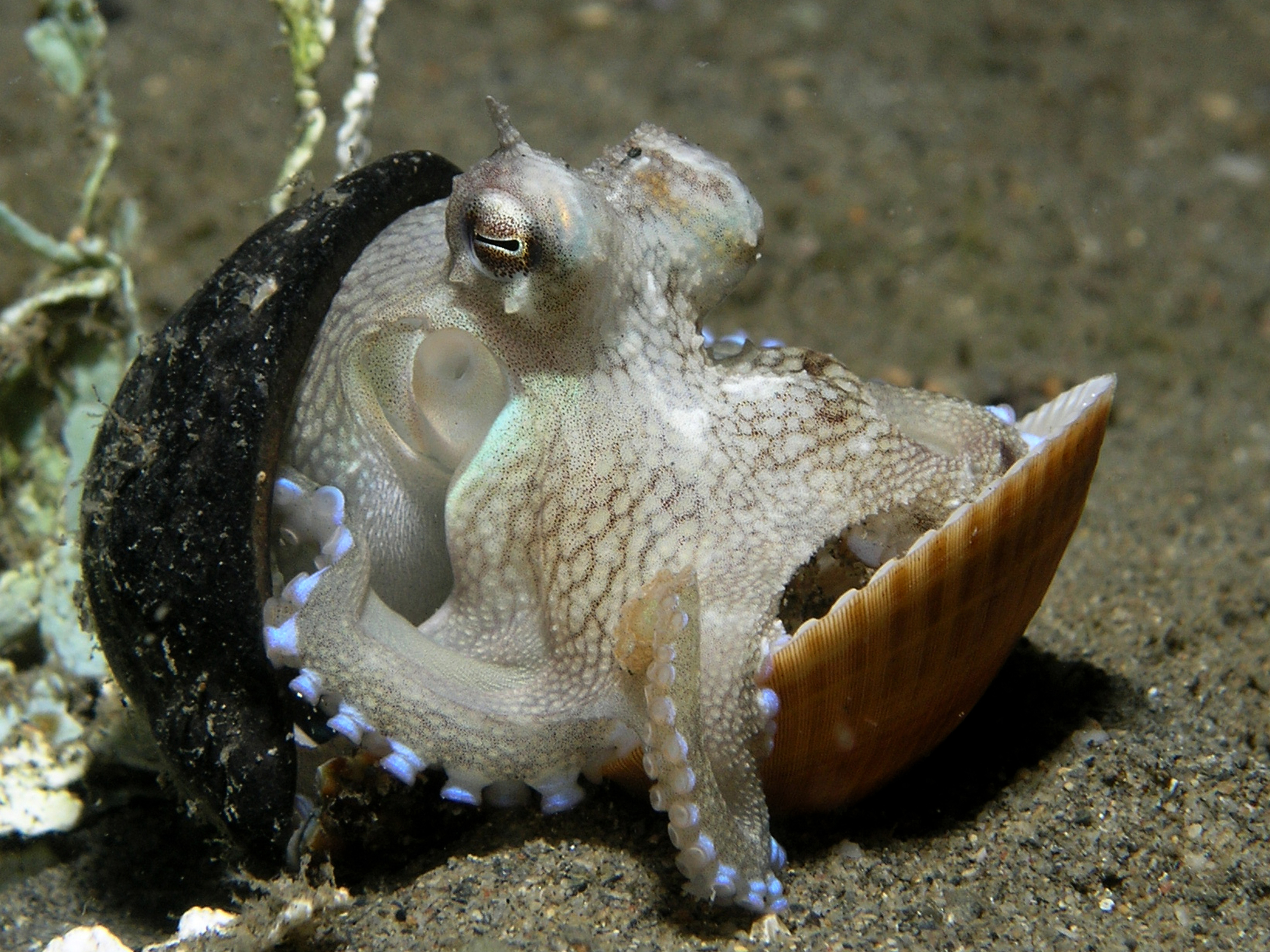
Un poulpe se déplaçant avec des coquillages collectés pour sa protection.
Bien qu'ayant évolué indépendamment des humains pendant plus de 600 millions d'années, les poulpes montrent divers signes de sentience,. Les poulpes, ainsi que tous les autres mollusques céphalopodes et crustacés décapodes, ont été reconnus comme sentients par le Royaume-Uni,.

La conscience peut ne pas être nécessaire à la sentience, une grande partie des émotions pouvant être générée inconsciemment.

### Indices évolutifs
Les individus immobiles doivent en général s'adapter à un nombre plus restreint de situations. La sentience serait alors un mécanisme défavorable en termes de bénéfices/coûts énergétiques, défavorisé par les mécanismes de sélection naturelle. Il est ainsi possible que des individus aujourd'hui non sentients (comme les moules) aient eu des ancêtres mobiles et sentients.

### Nociception
La nociception est le processus par lequel le système nerveux détecte et réagit aux stimuli potentiellement nuisibles, conduisant parmi les êtres sentients à la sensation de douleur. Elle implique des récepteurs spécialisés appelés nocicepteurs, qui détectent les dommages ou les menaces et envoient des signaux au cerveau. La grande majorité des animaux, y compris parmi les insectes, ont un mécanisme de nociception, souvent similaire à l'humain.
La présence de nociception indique la capacité d'un organisme à détecter les stimuli nuisibles. Cependant, ça ne prouve pas nécessairement que la manière dont ces stimuli nocifs sont traités dans le cerveau conduit à une expérience subjective de douleur.

### Indices neurologiques
Le consensus exprimé par la Déclaration de Cambridge sur la conscience porte sur la présence, chez tous les vertébrés, des caractéristiques neurologiques de la conscience, identifiée dans cette déclaration à la sentience. Ces caractéristiques sont aussi présentes dans d'autres groupes, comme certains arthropodes : 
- complexité du système nerveux (ex. : plus de 100 000 neurones) ;
- circuits sensoriels composés de couches de neurones hiérarchiquement organisés ;
- circuits de différents sens convergents pour former une représentation isomorphique de l'environnement (constaté par imagerie cérébrale) ;
- neurones très interconnectés ;
- présence de zones destinées au stockage de souvenirs ;
- entrainement possible à des tâches sélectives.

### Indices comportementaux

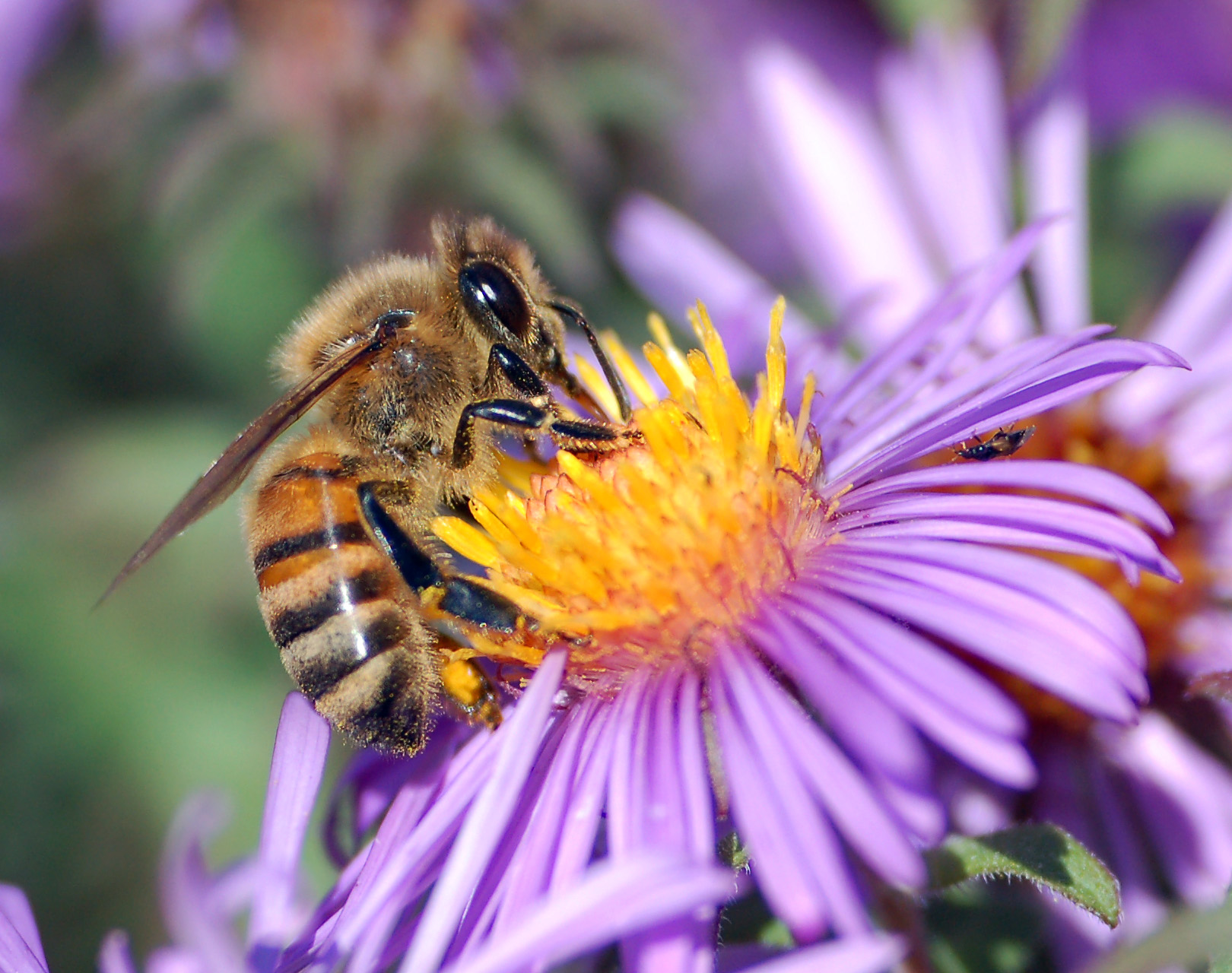
Des expériences suggèrent que les abeilles peuvent afficher une humeur optimiste ou adopter des comportements ludiques. Elles peuvent aussi éviter stratégiquement les menaces ou situations dangereuses à moins que la récompense ne soit significative (suggérant ainsi que le fait d'éviter ces situations n'est pas toujours qu'un simple réflexe).

Le simple réflexe d'évitement d'un stimulus douloureux ne prouve pas la sentience. Un patient en état végétatif ou décérébré peut par exemple conserver des mouvements aversifs ou acquérir des réflexes conditionnés. L'Institute for Laboratory Animal Research a dressé une liste de critères valables :
- que la douleur ait un effet durable sur le comportement ; que des analgésiques atténuent ou suppriment ce comportement[14] ;
- que l'animal sache apprendre un conditionnement opérant avec récompense ou punition à la clé ;
- que l'animal manifeste de la déception ou de la frustration s'il n'obtient pas une récompense escomptée ;
- que l'animal fasse des arbitrages basés sur le calcul coût/bénéfice en vue d'améliorer son bien-être ;
- que l'animal apprenne à s'administrer un médicament, ce qui suppose de comprendre des liens cause à effet éloignés dans le temps et d'avoir la volonté de moins souffrir.

L'humeur est par ailleurs une caractéristique des êtres sentients, et peut être mesurée à travers les biais pessimistes et optimistes qu'elle induit,.

## Quels animaux sont sentients?
Dans Révolution antispéciste, Pierre Sigler conclut sur ce point :
« Il faut bien garder à l’esprit que la conscience n’est pas un “tout ou rien”. Il y a certainement un monde entre les premières sensations éprouvées par les proto-poissons du Cambrien et la richesse émotionnelle des vertébrés actuels, entre les premiers états mentaux fugaces d’un fœtus et sa vie intérieure quelques années plus tard. »
Pierre Siegler suggère ainsi que la sentience d’un individu n’est donc pas une donnée binaire. La sentience est une caractéristique graduelle. Un animal peut être plus ou moins sentient, ou pas sentient du tout.
En l'état actuel des connaissances, voici les animaux (adultes et en bonne santé) généralement considérés comme sentients : 
- la grande majorité voire la totalité des vertébrés (ce qui inclut les poissons et les reptiles)[2],[1] ;
- les céphalopodes (par exemple les pieuvres)[2],[1] et les crustacés décapodes (comme les crabes ou les crevettes)[1],[17].

Certains insectes, comme par exemple les cafards, les termites ou les mouches, affichent de forts marqueurs de sentience. Il y a cependant relativement peu d'études sur le sujet, et il n'est pas sûr que ces résultats se généralisent à d'autres espèces d'insectes.
D'autres animaux ne satisfont pas aux nombreux critères (voire : à aucun) et ne sont donc vraisemblablement pas sentients :
- les éponges de mer, dépourvues de système nerveux ;
- les mollusques bivalves (moules, huîtres, palourdes..) dont le système nerveux ne correspond à aucun indice neurologique de la sentience et présente uniquement des mouvements réflexes ;
- les cnidaires (anémones, méduse, corail...) ;
- les amphioxiformes ;
- les tuniciers.

## Définition en philosophie de l'esprit
En philosophie de l'esprit, la sentience désigne le vécu phénoménal (en anglais experience), c'est-à-dire la capacité à avoir des expériences subjectives, ou qualia. La sentience est distincte d'autres aspects de l'esprit et de la conscience, comme l'intelligence, la conscience de soi, la métacognition, l'intentionnalité. La sentience est la propriété minimale de la conscience. Comme pour beaucoup de gens, le mot conscience désigne souvent la sentience plus qu'autre chose (le sens moral, la conscience réflexive, notamment), beaucoup d'auteurs préfèrent utiliser le mot sentience pour parler de la conscience au sens minimal du terme. C'est d'ailleurs pour cette raison que des auteurs antispécistes ont transposé ce mot dans la langue française. D'autres philosophes utilisent l'expression « conscience phénoménale » comme synonyme de sentience.
Le philosophe Thomas Nagel a décrit le problème que pose la sentience dans un article devenu célèbre, « Quel effet cela fait-il d'être une chauve-souris ? » (1974). Même si nous comprenions dans sa totalité le fonctionnement du corps et du cerveau d'une chauve-souris, nous ne pourrions pleinement comprendre quel effet cela fait d'être une chauve-souris car nous ignorerions toujours la sensation que cela fait de percevoir par écholocation. L'approche scientifique, dit Nagel, ne permet pas d'appréhender l'aspect phénoménal de la conscience. La seule façon de savoir ce que cela fait d'être une chauve-souris serait de devenir nous-mêmes des chauve-souris.
De nombreux philosophes ont repris et développé les thèses de Nagel, comme David Chalmers dans L'Esprit conscient (1996) ou Colin McGinn. D'autre s'y sont opposés comme Daniel Dennett dans La Conscience expliquée (1994).

## Sentience artificielle
La sentience artificielle désigne la potentielle sentience des intelligences artificielles. C'est un sujet débattu en philosophie de l'esprit,.
Selon les fonctionnalistes, la sentience émerge des « rôles causaux » tenus par les états mentaux, c'est-à-dire par certains types de traitement de l'information. Ce traitement de l'information pouvant se manifester sur des substrats autres que biologiques, il n'y a dans ce cas pas de barrière théorique à la possibilité de machines sentientes (cf. principe d'indépendance du substrat).
Selon certaines théories, la constitution physique est importante, et la sentience ne peut dans ce cas émerger que sur certains types de systèmes physiques.
Selon Jonathan Birch, « les mesures visant à réguler le développement d'IAs sentientes devraient devancer ce qui serait proportionné aux risques posés par la technologie actuelle, en prenant également en compte les risques posés par des trajectoires futures crédibles. » Il s'inquiète du fait que si des systèmes d'IA sentients étaient développés, leur sentience serait particulièrement facile à nier, et les humains risqueraient de continuer à les traiter comme de simples outils. Il remarque que le comportement linguistique des grands modèles de langage ne fournit pas de preuve fiable pour évaluer s'ils sont sentients. Il a suggéré notamment d'appliquer des théories de la conscience, telles que la théorie de l’espace de travail global, aux algorithmes implicitement appris par les grands modèles de langage, mais note que cette méthode nécessite des avancées techniques pour pouvoir mieux analyser ce qui se passe à l'intérieur de ces modèles. Il mentionne également d'autres situations où des systèmes d'IA pourraient potentiellement être sentients, comme l'émulation cérébrale d'animaux sentients.

## Historique
La sentience des animaux (au moins des mammifères) semble acceptée depuis des centaines d’années, comme en témoignent les écrits de la Renaissance (de Leonardo da Vinci, Erasmus, Thomas More, Montaigne, Shakespeare, Francis Bacon et autres). Les philosophes niant la sentience (Aristote, Thomas d’Aquin, René Descartes ou encore Emmanuel Kant) auraient donc été à l’encontre de connaissances séculaires couramment acceptées. Le sens même des concepts d’animal-machine et d’émotions inconscientes donné par Descartes continuent par ailleurs d’être débattu parmi les universitaires. Selon Duncan, au XIXe siècle, l'opinion que les animaux possèdent une sentience semble répandue parmi les scientifiques ; ainsi lorsque le vétérinaire anglais William Youatt mentionne en 1839 que les animaux sont doués de sens, d'émotions, de conscience et qu'ils démontrent de la sagacité, de la docilité, de la mémoire et associent des idées dans un raisonnement, il l’écrit comme s’il s’agissait de faits couramment acceptés.
Pendant une grande partie du XXe siècle, les spécialistes du comportement ont évité toute étude des sentiments des animaux, en raison de l’influence d'une branche de la psychologie appelée « béhaviorisme » considérant que les expériences subjectives (telles que les sensations, perceptions, images, désirs, pensées et émotions), ne pouvant être directement observables, ne devaient pas être mentionnées. L’influence de ses défenseurs (William James, John B. Watson ou encore Burrhus Frederic Skinner) était telle en Amérique du Nord que la conscience et les sentiments étaient peu pris en compte dans les écoles de psychologie.
Même la discipline de l'éthologie, fondée en Europe, a été influencée par le béhaviorisme, les éthologues limitant alors généralement leurs considérations au comportement observable, bien que  leur utilisation de termes tels que « faim », « douleur », « peur » et « frustration » suggère que les états affectifs continuaient de guider leur réflexion sur le comportement.
L'évitement de toute discussion scientifique relative à la subjectivité a été rompu par Donald Griffin à l’occasion de la Conférence internationale d'éthologie de Parme (1975) et de la publication de son livre The Question of Animal Awareness un an plus tard. Depuis lors, la sentience des animaux non humains est devenue un sujet important et le nombre de publications ne cesse de croître.

## Conséquences éthiques
L'éthique animale part du constat que la sentience implique a minima la capacité d'éprouver douleur et plaisir. La sentience fait que ce qui arrive à un être sentient lui importe. Par conséquent, les auteurs antispécistes pensent que la sentience est la condition nécessaire (et suffisante pour beaucoup d'entre eux) au statut moral. Ce statut moral consiste en l'attribution de droits pour les théoriciens des droits des animaux ou à la prise en compte pleine et entière de leurs intérêts pour les auteurs conséquentialistes.
À la fin du XVIIIe siècle, Jeremy Bentham affirma l'importance morale de la sentience dans un passage devenu célèbre :

« Les Français ont déjà découvert que la noirceur de la peau n'est nullement une raison pour laquelle un être humain devrait être abandonné sans recours au caprice d'un tourmenteur. Il est possible qu’on reconnaisse un jour que le nombre de jambes, la pilosité de la peau, ou la terminaison de l’os sacrum, sont des raisons tout aussi insuffisantes d’abandonner un être sensible au même destin. Quel autre [critère] devrait tracer la ligne infranchissable ? Est-ce la faculté de raisonner, ou peut-être la faculté de discourir ? Mais un cheval ou un chien adulte est, au-delà de toute comparaison, un animal plus raisonnable, mais aussi plus susceptible de relations sociales, qu’un nourrisson d’un jour ou d’une semaine, ou même d'un mois. Mais supposons que la situation ait été différente, qu’en résulterait-il ? La question n'est pas “peuvent-ils raisonner ?”, ni “peuvent-ils parler ?”, mais “peuvent-ils souffrir ?”. »

En 1975, Peter Singer reprit cette idée dans La Libération animale et affirma que tout organisme vivant sentient possède des intérêts, qui fondent le statut moral. Il dénonce le fait que nous ne prenons pas en compte, ou moins en compte, les intérêts des êtres sentients non humains par rapport aux intérêts des humains comme étant un préjugé appelé spécisme.
Le sentientisme décrit l'idée selon laquelle les individus sentients sont au centre de la préoccupation morale.

## Conséquences dans les religions orientales
Les religions orientales comme l'hindouisme, le bouddhisme, le sikhisme, le jaïnisme reconnaissent que de nombreux animaux non humains sont sentients. Dans le jaïnisme et l’hindouisme, la sentience est liée au concept de non-violence ou d'ahimsa. Dans ces religions, les êtres sentients participent au cycle des réincarnations.